# Assirikro
Assirikro este o comună din departamentul Sakassou, regiunea Vallée du Bandama, Coasta de Fildeș.